# Линг, Пер Хенрик
Пер Хенрик Линг (швед. Pehr Henrik Ling; 1776, Сёдра-Юнга, коммуна Юнгбю, лен Крунуберг, Швеция — 1839, Стокгольм) — шведский терапевт, учёный, преподаватель и основатель шведской системы гимнастики. Также известен как поэт.

## Биография
Родился на юге Швеции в 1776 году в семье священника. По материнской линии был праправнуком знаменитого учёного Улофа Рудбека-старшего (1630—1702), первооткрывателя лимфатической системы человека.
В 1792 году Пер Хенрик окончил гимназию в Векшё. С 1793 года изучал богословие в университете Лунда. Получил учёную степень в 1797 году в университете в Уппсале. Затем уехал за границу на несколько лет, сначала в Копенгаген, где он преподавал современные языки, а затем в Германию, Францию и Англию.
Материальные трудности во время путешествия подорвали его здоровье, он страдал от ревматизма, но приобрёл значительное знание гимнастики и фехтования. В 1804 году он вернулся в Швецию и зарекомендовал себя как преподаватель данных дисциплин в Лунде, был назначен в 1805 году преподавателем фехтования в университете. Он обнаружил, что его ежедневные упражнения полностью восстановили его телесное здоровье, поэтому он стал думать над тем, как применить данный опыт на благо других. Он присутствовал на занятиях по анатомии и физиологии и прошёл всю учебную программу для подготовки врача, затем разработал собственную систему гимнастики, разделённую на четыре ветви: педагогическую, медицинскую, военную и эстетическую.
После нескольких попыток заинтересовать правительство Швеции Линг, наконец, в 1813 году вступил с ним в сотрудничество, и на выданные правительством деньги открыл в Стокгольме Королевский Центральный гимнастический институт, и стал обучать преподавателей физкультуры. Многие врачи относились к деятельности Линга и его учеников с большим скепсисом, однако тот факт, что в 1831 году Линг был избран членом Шведского медицинского общества, показывает, что, по крайней мере, в его родной стране его методы были признаны профессиональными.
Линг умер в 1839 году. Последователями его учения стали Ларс Габриэл Брантинг (1799—1881), сменивший Линга на посту директора института, Карл Август Георгий, который стал субдиректором института, его сын, Яльмар Линг (1820—1886). Вместе с майором Туре Брандтом, который с 1861 года специализировался на лечении женщин (гинекологическая гимнастика), они считаются пионерами шведской врачебной гимнастики.
В 1840 году была издана книга Линга «Общие основы гимнастики», законченная им в 1834 году.

## Литературное творчество
Линг также известен как поэт, представитель так называемого «гётского общества» (от названия древнегерманского племени, в древности населявшего южную часть Скандинавии, — гётов). Основной темой поэтических произведениях Линга были исторические воспоминания о скандинавской древности. В эпопеях Gylfe и Asarne, а также в драмах Götiske, Ingiald Illraada и Engelbrekt Линг пытался воспроизвести древний мир богов и героев.